# 晚期拉丁语
晚期拉丁语（拉丁語：Latinitas serior）是学术界对古典时代晚期书面拉丁语的称呼，使用于公元3世纪到6世纪，在伊比利亚半岛一直延续的7世纪。